# チチカステナンゴ
チチカステナンゴ（西: Chichicastenango、サント・トマス・チチカステナンゴ（Santo Tomás Chichicastenango）とも）は、グアテマラのキチェ県にある町。マヤのキチェ族の文化が色濃く残る町として知られる。
元々はチャビアール（Chaviar）という地名だったが、今の地名はメキシコのトラスカラ州から連れてこられた兵士が使っていたナワトル語で「イラクサの街」を意味するTzitzicaztenancoという言葉にちなみ、スペインの征服者が名づけた。自治体の名前でも、自治体の中心地区の名前でもある。

## 地理
首都グアテマラシティから北西に140kmの山の尾根に位置する。標高は1965m。自治体は中心地区と81の村落から成り、最寄の村落にはパキヒック（1.0nm）、チュカム（1.0nm）、チョコホム（1.0nm）、チュフペン（1.4nm）、カマニバル（2.2nm）、チョンタラ（2.2nm）などがある。

## 音楽
この町を歌った曲には次のものがある。
- “Chichicastenango” ザビア・クガート（1937年）
- “In Chi-Chi Castenango” エドムンド・ロス（“Mambo Jambo”収録）
- “In the Land of The Maya” ルニー・ギャラン

## 観光
市場

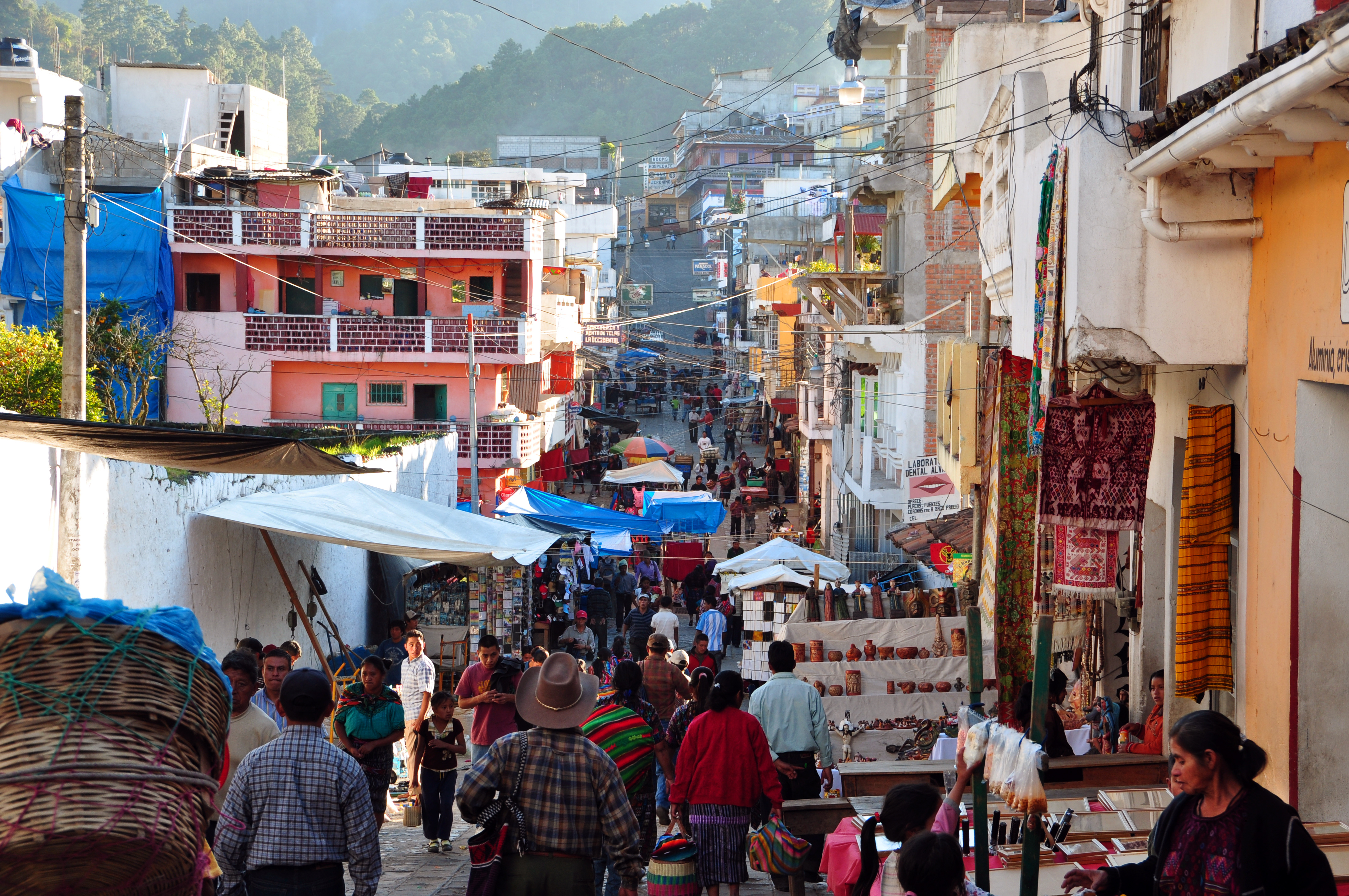
2009年の市場

チチカステナンゴは毎週木曜と日曜に開かれる市場が有名で、工芸品、食料品、花き、陶器、調味料、薬草、ろうそく、伝統的な香料、カル（トルティーヤをつくるための石灰岩）、回転砥石、ブタ、ニワトリ、ナタなどいろいろ売っている。市場の中心部には小さな食堂がある。
繊維製品では女物のブラウスがよく売られている。民族舞踊の仮面もつくられている。木工品もこの街を有名にしている。

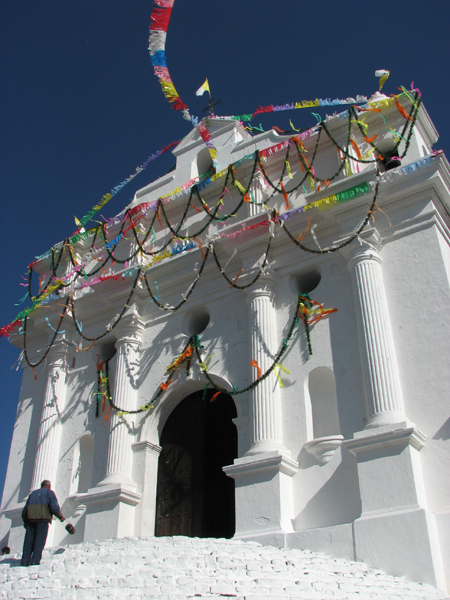
聖トマス教会
市場の隣には築400年になる聖トマス教会がある。先コロンブス期の神殿跡に建てられたため、石段はマヤ文明時代のものである（石段が18段あるのもマヤ暦の18ヶ月（＝1年）を表す）。祭事はマヤの神官が取り仕切り、香やロウソクが焚かれる。神への供え物としてチキンを焼いたりする。また、近くには古代マヤの王の功績が彫られた神聖な岩があり、神官が儀式を執り行う。チチカステナンゴ地域博物館も近くにある。

## ギャラリー

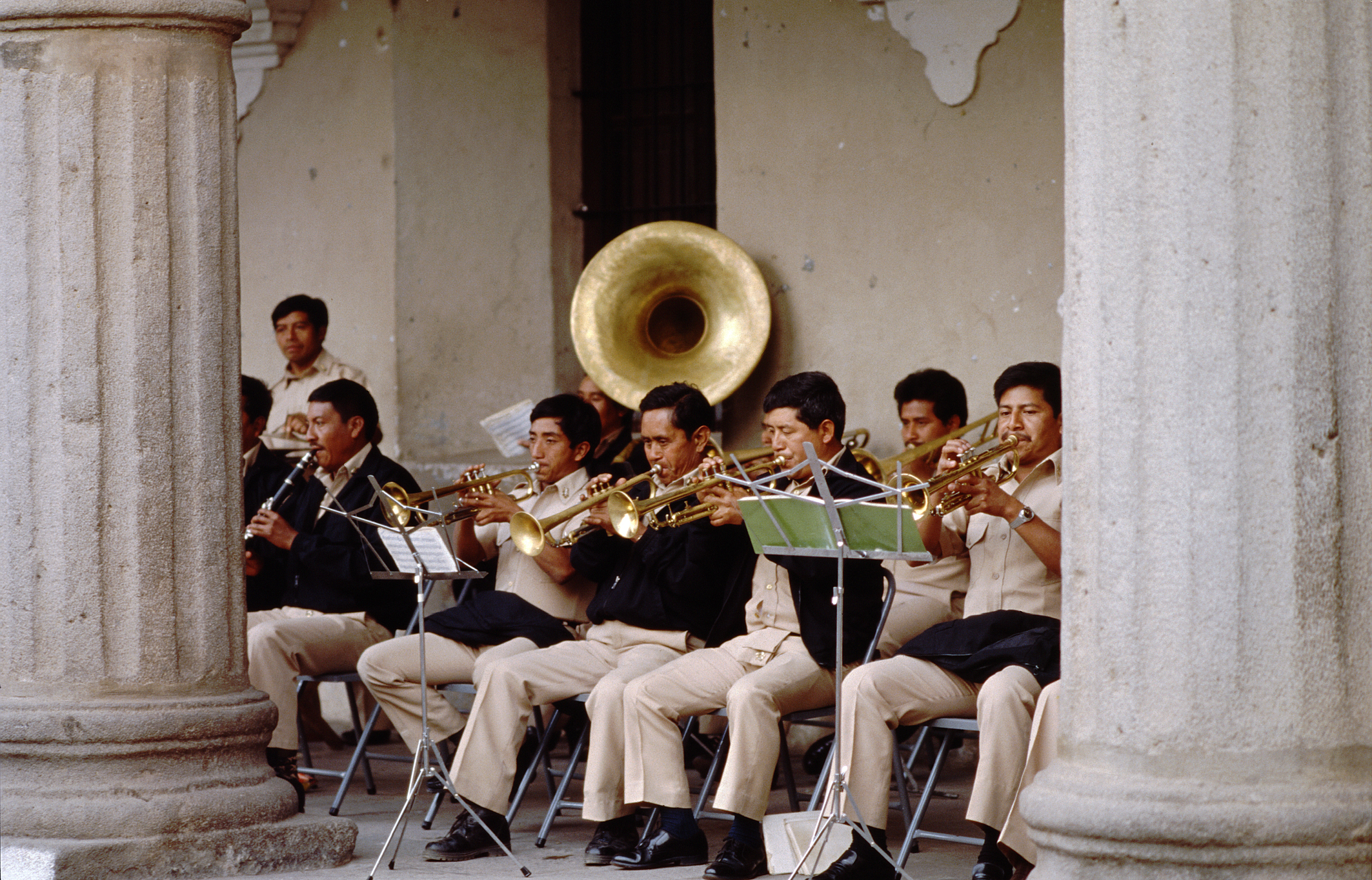
地元のバンド
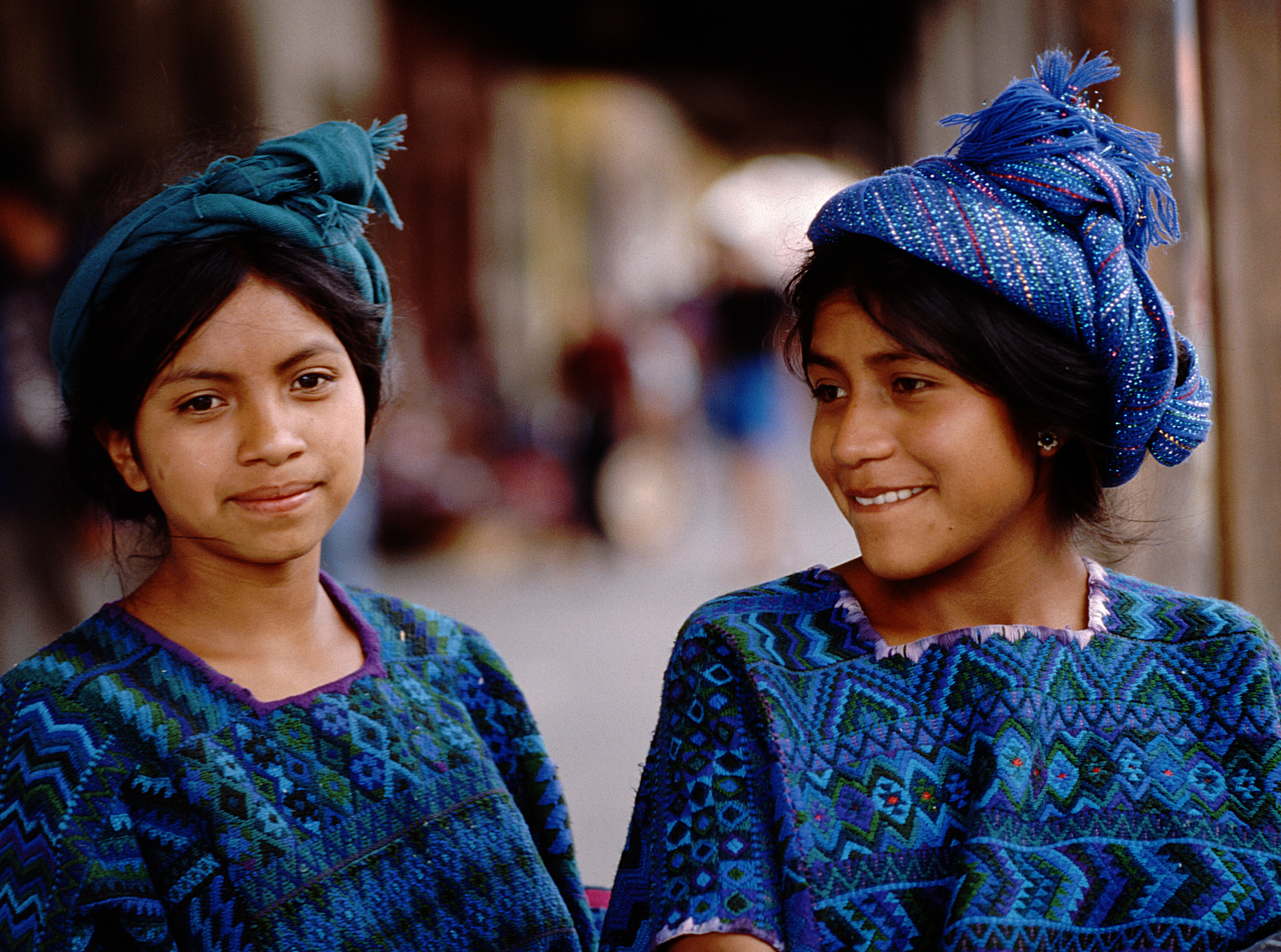
先住民の末裔
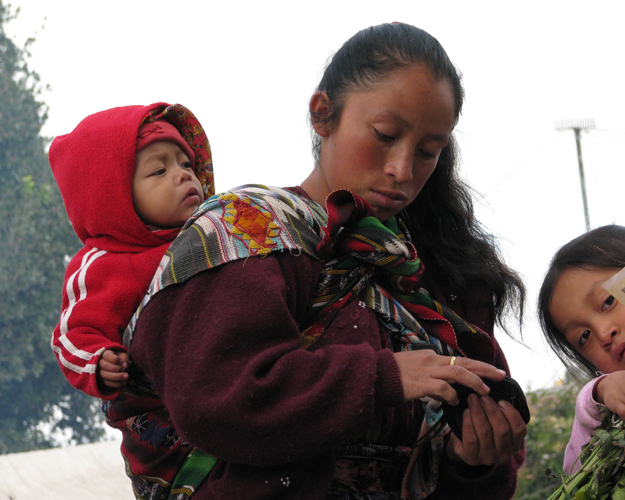
花を買う母親
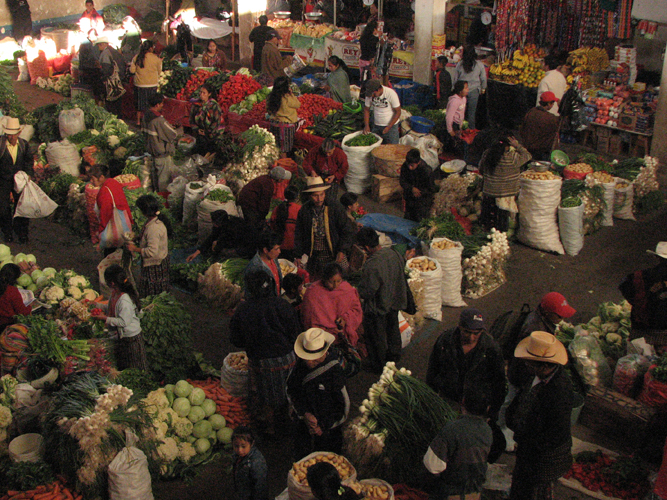
屋内市場
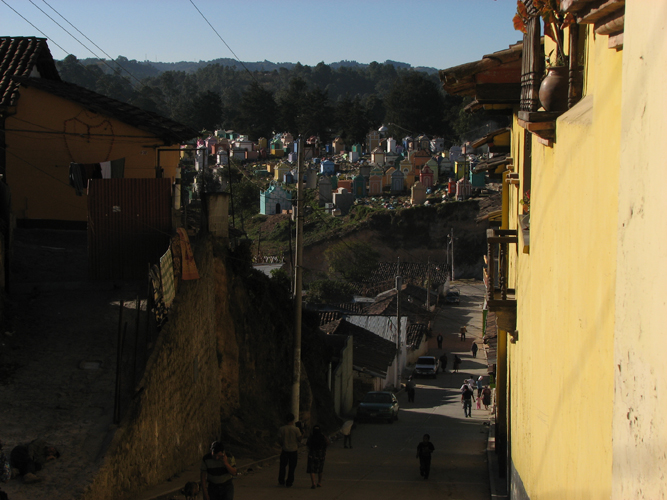
共同墓地
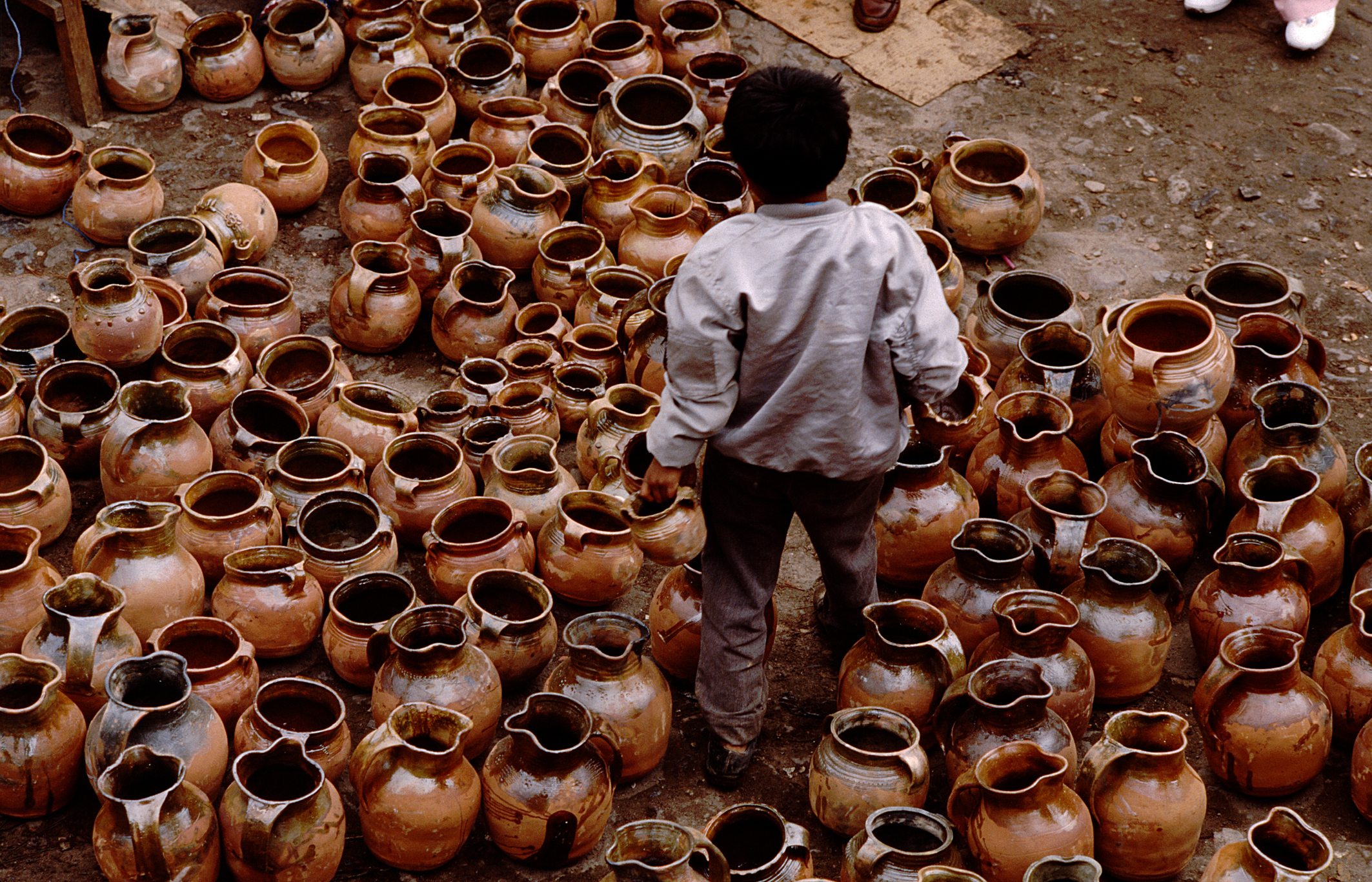
甕
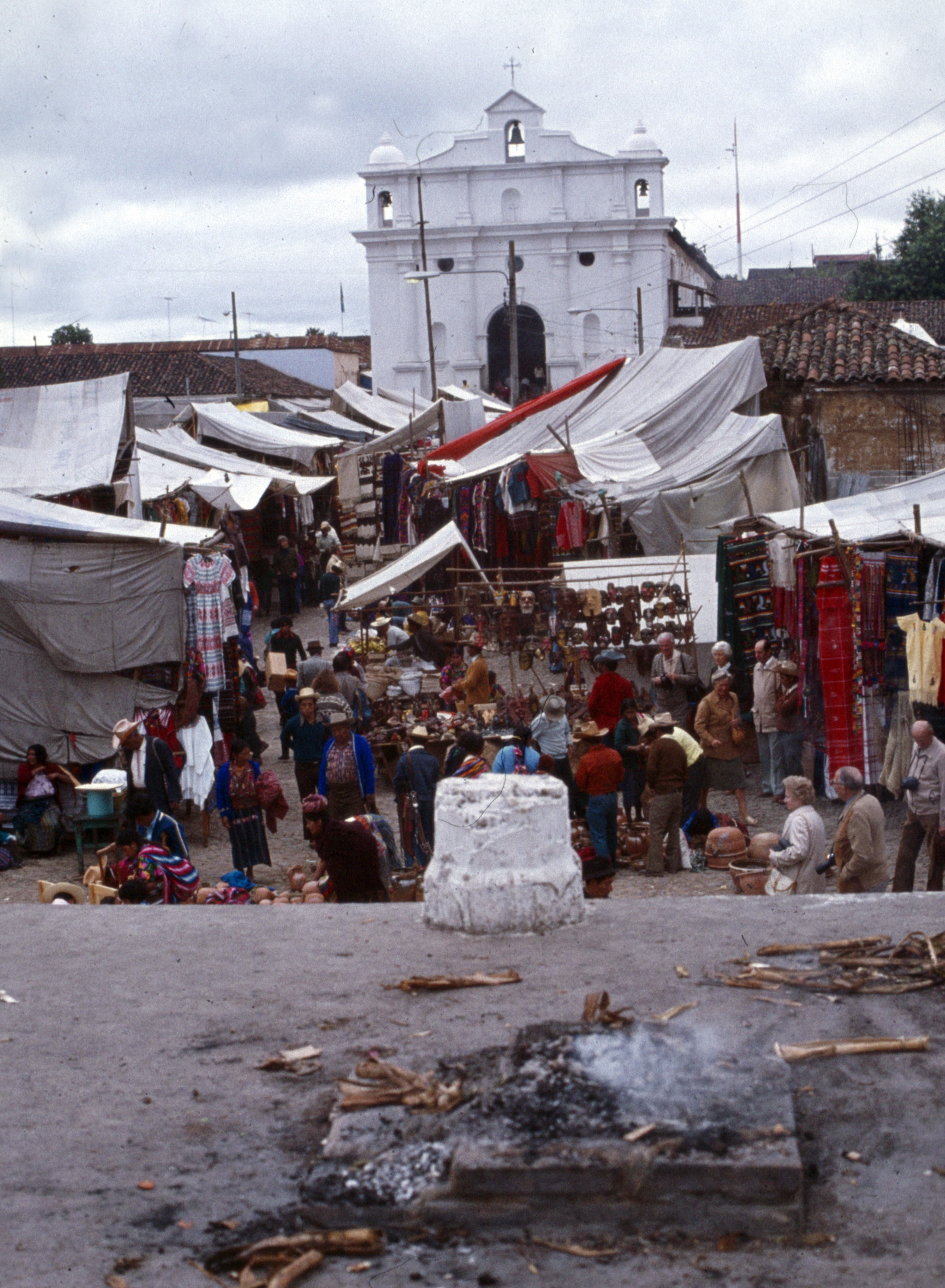
1980聖トマス教会